# Sant Joan i Barres
|  | No s'ha de confondre amb el joc d'atzar, vegeu Sant Joan o barres.. |

Sant Joan i Barres fou el butlletí del Grup Rossellonès d'Estudis Catalans, d'antuvi en edició ciclostilada i des de 1962 impresa, aparegut per primer cop el març del 1961 a Perpinyà. Des de 1962 esdevingué trimestral i bilingüe. Inicialment se n'encarregaven de l'edició Eugeni Cortade i Elisabet Oliveres, però des del 1968 fou dirigida per Jordi Costa i Roca, qui en modernitzà la presentació i n'enriquí el contingut. L'agost del 1971 fou substituït per Pau Roure i el desembre de 1973 i fins a 1978 per Jordi Pere Cerdà, qui des del 1977 va promoure la col·lecció «Sant Joan i Barres» de contes i poesia. Entre els col·laboradors de la revista destacaren Josep Sebastià Pons, Enric Guiter, Joan Tocabens, Josep Maria Corredor i Pomés, Gumersind Gomila i Baldric de Praga.
El seu contingut era d'antuvi pedagògic, però aviat hi dominà l'aspecte polèmic i reivindicatiu de la llengua i cultura catalana, reflectint la vida i l'acció del GREC. A partir del 1974 començà a publicar números especials suplementaris i almanacs, que han tingut una repercussió especial a la Catalunya del Nord. Deixà de sortir el 1988.
No s'ha de confondre amb la revista Sant Joan i Barres, revista íntegrament en català editada pel Gran Orient de Catalunya des del 1989.